# 哈里·布莱克斯塔夫
哈里·布莱克斯塔夫（英語：Harry Blackstaffe，1868年7月28日—1951年8月22日），英国男子赛艇运动员。他曾代表英国参加1908年夏季奥林匹克运动会赛艇比赛，获得男子单人双桨金牌。